# Карл Август фон Изенбург-Бюдинген-Мариенборн
Карл Август фон Изенбург-Бюдинген-Мариенборн (на немски: Karl August von Isenburg-Büdingen-Marienborn; von Ysenburg-Büdingen-Marienborn; * 27 януари 1667, Бюдинген; † 16 март 1725, Мариенборн) от род Изенберг (Изенбург), е граф на Изенбург-Бюдинген в Мариенборн в югоизточен Ветерау (1687 – 1725).

## Произход и наследство
Той е най-малкият син на граф Йохан Ернст фон Изенбург-Бюдинген (1625 – 1673) и съпругата му графиня Мария Шарлота фон Ербах-Ербах (1631 – 1693), дъщеря на граф Георг Албрехт I фон Ербах (1597 – 1647) и първата му съпруга графиня Магдалена фон Насау-Диленбург (1595 – 1633), дъщеря на граф Йохан VI фон Насау-Катценелнбоген-Диц. Брат е на Йохан Казимир (1660 – 1693), граф на Изенбург-Бюдинген в Изенбург (1673 – 1693), Фердинанд Максимилиан I (1662 – 1703), граф на Изенбург-Бюдинген във Вехтерсбах, Георг Албрехт (1664 – 1724), граф на Изенбург-Бюдинген-Меерхолц.
От 1673 до 1691 г. Карл Август е под опекунството на майка му. През 1687 г. графството Изенбург-Бюдинген се разделя между Георг Албрехт и братята му на специалните (странични) линии „Изенбург-Бюдинген-Бюдинген“, „Изенбург-Бюдинген-Мариенборн“, „Изенбург-Бюдинген-Меерхолц“ и „Изенбург-Бюдинген-Вехтерсбах.“ Карл Август получава Изенбург-Бюдинген в Мариенборн.
Погребан е в дворцовата църква на двореца Меерхолц.

## Фамилия
Карл Август се жени на 5 май 1690 г. в Лаубах за графиня Анна Белгика Флорентина фон Золмс-Лаубах (* 9 септември 1663, Лаубах; † 21 април 1707), дъщеря на Карл Ото фон Золмс-Лаубах и съпругата му Амьона Елизабет фон Бентхайм-Щайнфурт. Те имат децата:
- Ернст Карл (1691 – 1717), женен на 6 юли 1713 г. в Меерхолц за графиня Шарлота Амалия фон Изенбург-Бюдинген-Меерхолц (1692 – 1752), дъщеря на брат му граф Георг Албрехт
- Филип (1694 – 1694)
- Елизабет Шарлота (1695 – 1723), омъжена на 27 януари 1719 г. в Мариенборн за граф (по-късно княз) Волфганг Ернст I фон Изенбург-Бюдинген (1686 – 1754), син на граф Вилхелм Мориц I фон Изенбург-Бирщайн
- Августа Флорентина (1697 – 1729), омъжена на 11 септември 1722 г., в Мариенборн за граф Адолф Филип Зегер фон Рехтерен-Алмело (1699 – 1771), син на граф Адолф Хайнрих фон Рехтерен-Алмело († 1731)